# Esfestānaj
Esfestānaj (persiska: اسفستانج) är en ort i Iran.   Den ligger i provinsen Östazarbaijan, i den nordvästra delen av landet, 500 km väster om huvudstaden Teheran. Esfestānaj ligger 1 618 meter över havet och antalet invånare är 500.
Terrängen runt Esfestānaj är huvudsakligen kuperad, men söderut är den platt.Runt Esfestānaj är det ganska tätbefolkat, med 155 invånare per kvadratkilometer. Närmaste större samhälle är Marāgheh, 6,3 km söder om Esfestānaj. Runt Esfestānaj är det i huvudsak tätbebyggt.